# Dermatogen

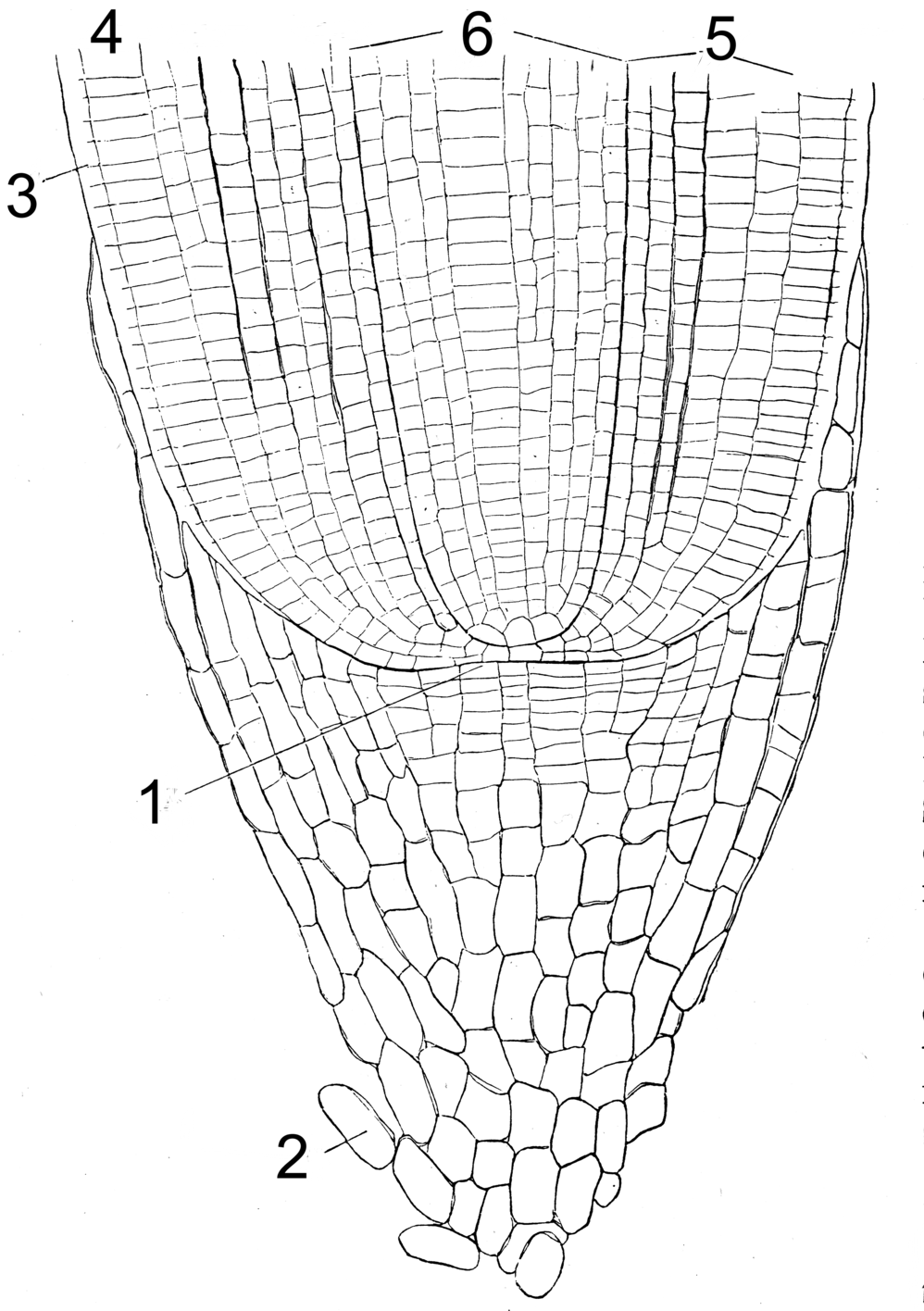
Budowa stożka wzrostu korzenia. Dermatogen oznaczony jest numerem 4, podczas gdy numer trzeci wskazuje już tworzącą się skórkę.

Dermatogen, protoderma – część merystemu wierzchołkowego (apikalnego), najbardziej zewnętrzna warstwa komórek tuniki otaczającej korpus stożka wzrostu. Na szczycie pędu jest nieosłonięta, podczas gdy na szczycie korzenia okryta jest czapeczką. Protoderma w miarę rozwoju daje początek skórce. Protoderma początkowo jest jednolita, jednak niektóre jej komórki po nierównych podziałach mogą stać się trichoblastami, czyli komórkami ryzodermy o mniejszym rozmiarze niż sąsiednie, większej gęstości i przechodzącymi szereg endomitoz, czyli podziałów chromosomów wewnątrz kariolemmy, bez podziału jądra i komórki. Trichoblasty następnie przekształcają się we włośniki.
Teoria trzech histogenów (dermatogen, peryblem i plerom) dających początek tkankom roślinnym została sformułowana przez Johannesa von Hansteina w XIX w.